# Susanne Schneider (Politikerin)

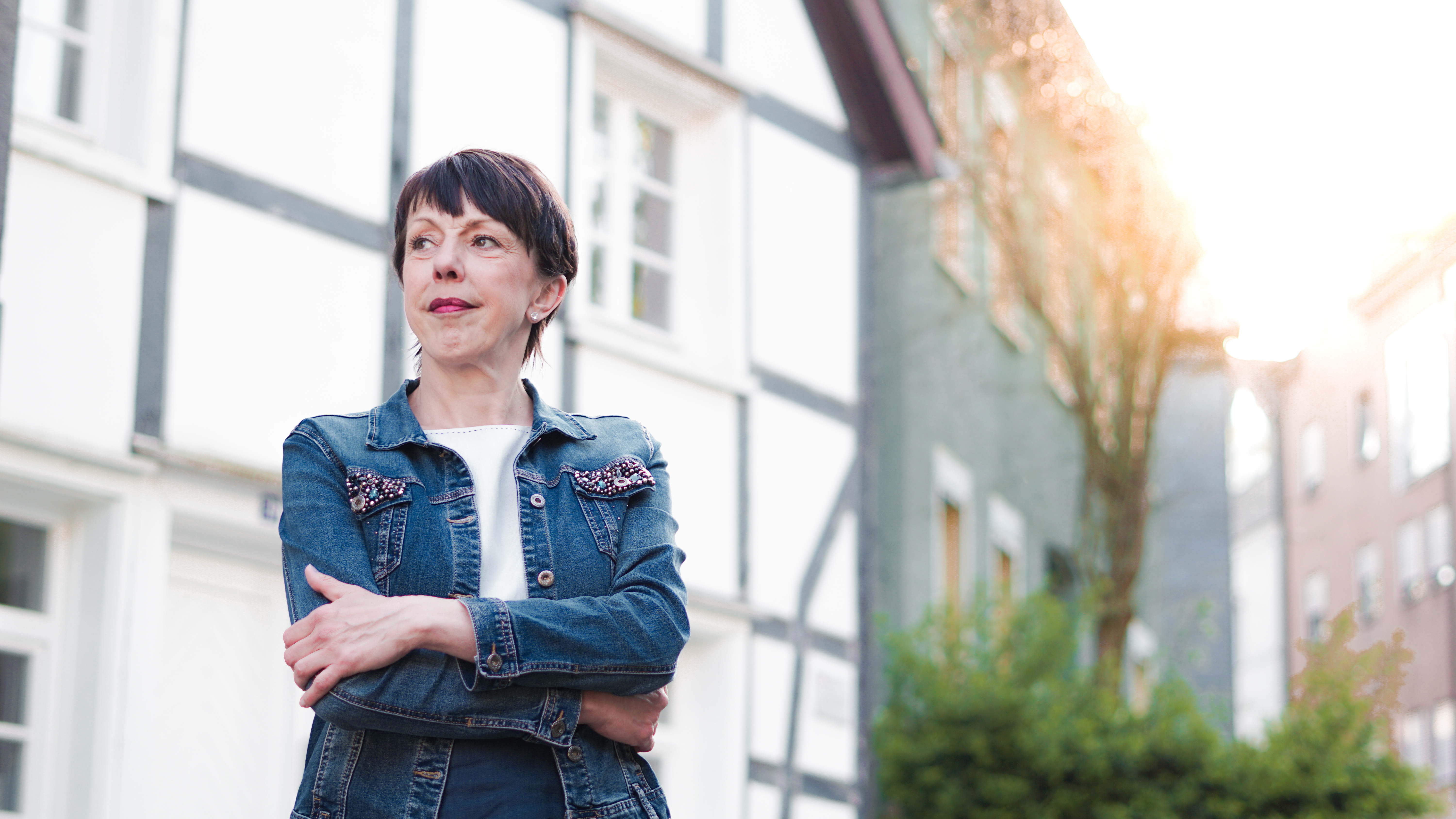
Susanne Schneider MdL (2020)

Susanne Schneider (* 14. März 1967 in Bretten) ist eine deutsche Politikerin (FDP). Sie ist seit Januar 2023 wieder Mitglied im Landtag Nordrhein-Westfalen, dem sie bereits von 2012 bis 2022 angehörte.

## Beruf
Nach ihrem Schulabschluss begann Schneider mit der Ausbildung zur Krankenschwester, die sie 1988 mit dem Staatsexamen abschloss. Sie arbeitete in diesem Beruf, bildete sich zur Stationsleitung weiter, übte diese Funktion mehrere Jahre aus, bis sie eine Ausbildung zur Pharmareferentin begann, welche sie erfolgreich abschloss. Bis zur Geburt ihrer Kinder übte Schneider den Beruf der Pharmareferentin aus.

## Politik
Sie trat 2004 der FDP bei, ist Mitglied im FDP-Landesvorstand NRW, stellvertretende Bezirksvorsitzende der FDP Westfalen Süd und Vorsitzende der FDP im Kreis Unna. Sie war Ortsvorsitzende der FDP Schwerte. Von 2011 bis 2012 war sie Mitglied im Rat der Stadt Schwerte und dort stellvertretende Vorsitzende der FDP-Fraktion.
Bei den Landtagswahlen 2010, 2012 und 2017 trat sie im Landtagswahlkreis Unna I als Direktkandidatin an, wobei sie 4,1 %, 4,3 %, und 9,0 % der Erststimmen erhielt. Bei der Landtagswahl 2010 kandidierte sie auf Platz 23 der Landesliste, bei den Landtagswahlen 2012 und 2017 zog sie über den Listenplatz 18 bzw. 14 in den Landtag ein. Nach der Landtagswahl 2022 schied sie zunächst aus dem Landtag aus. Sie rückte jedoch am 1. Januar 2023 für Andreas Pinkwart in den Landtag nach.
Susanne Schneider war Sprecherin der FDP-Landtagsfraktion für Gesundheit und Pflege und Sprecherin für Gleichstellung und Frauen. Außerdem war sie Mitglied im Landtagsausschuss für Arbeit, Gesundheit und Soziales sowie im Landtagsausschuss für Gleichstellung und Frauen. Im Ausschuss für Gleichstellung und Frauen fungierte sie zudem als stellvertretende Vorsitzende. Zudem war Schneider Mitglied der Enquetekommission „Subsidiarität und Partizipation. Zur Stärkung der (parlamentarischen) Demokratie im föderalen System aus nordrhein-westfälischer Perspektive“.

## Privates
Schneider wuchs in Baden-Württemberg auf und lebte später in Bayern sowie in Bochum. Derzeit lebt sie in Schwerte und ist Mutter dreier Kinder.